# Szymon Szymonowic

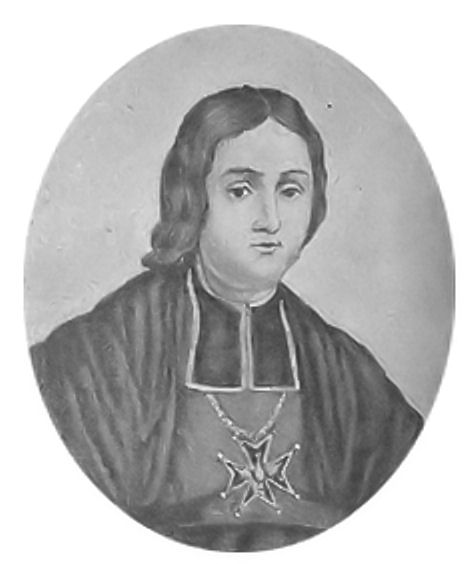

Szymon Szymonowic of Simon Simonides of Armeens Շիմոն Շիմոնովիչ of Szymonowicz of Bendoński (Lviv, 24 oktober 1558 – Czernięcin nabij Zamość, 5 mei 1629) was een Pools Renaissance-dichter van armeense afkomst. Hij werd de Poolse Pindarus genoemd.
Hij studeerde in Polen (Krakau), Frankrijk, België en Italië. Hier maakte hij de studies die hij begonnen was in Krakow af en sloot zich aan bij de humanisten. In 1586 leerde hij Groot Hetman en Kanclerz Jan Zamoyski kennen met wie hij in 1601 de humanistische universiteit van Zamość stichtte. In 1590 werd hij edelman.
Hoewel hij door paus Clemens VIII bekroond werd voor zijn Latijnse oeuvre (Castus Joseph (1587), Pentesilea (1614)) is het toch zijn Poolse werk Sielanki (1614) waarmee hij onsterfelijk werd.
- Bibsys: 90353736
- Bibliothèque nationale de France: cb12232360k (data)
- CiNii: DA11505552
- Gemeinsame Normdatei: 118845985
- International Standard Name Identifier: 0000 0001 2138 7716
- Library of Congress Control Number: n85049241
- Nationale Bibliotheek van Letland: 000146749
- MusicBrainz: f5b54ffc-7c79-4928-8ad4-615c0f17b4ee
- Nationale Bibliotheek van Tsjechië: kup20030000097778
- Nationale en Universitaire bibliotheek Zagreb: 000234973
- Nederlandse Thesaurus van Auteursnamen: 074035525
- Réseau des bibliothèques de Suisse occidentale: 02-A003882695
- Système universitaire de documentation: 031054714
- Virtual International Authority File: 71443397
- WorldCat: E39PBJmxWfPqwmpRx3GGGwb8G3